# Śródmiejska Biblioteka Publiczna w Krakowie
Śródmiejska Biblioteka Publiczna w Krakowie – gminna instytucja kultury, powstała w 1994 roku. 1.01.2017 utworzono Bibliotekę Kraków po połączeniu czterech samodzielnych dzielnicowych sieci bibliotek. Biblioteka Kraków tworzy sieć 57 placówek w dotychczasowych siedzibach.

## Historia
Śródmiejska Biblioteka Publiczna powstała postanowieniem Rady Miasta Krakowa poprzez przejęcie części sieci bibliotek Wojewódzkiej Biblioteki Publicznej w Krakowie.

## Działalność
Biblioteka działała w obrębie krajowej sieci bibliotecznej. Siedzibą biblioteki był budynek w Krakowie przy ul. Masarskiej 14, a obszarem jej działania były dzielnice: Dzielnica I Stare Miasto, Dzielnica II Grzegórzki, Dzielnica III Prądnik Czerwony. Instytucja ta składała się z biblioteki wiodącej i 17 filii bibliotecznych. W roku 2004 księgozbiór Śródmiejskiej Biblioteki Publicznej osiągnął 300 845 książek z różnych dziedzin wiedzy oraz 254 zbiory multimedialne. W bibliotece głównej i filiach można było bezpłatnie korzystać z Internetu.
Biblioteka upowszechniała wiedzę i kulturę, organizuje repetytoria z historii, literatury, i ekologii, organizowała spotkania autorskie, lekcje biblioteczne, wystawy i wernisaże. Imprezy literackie realizowane były przy współudziale Mecenatu Kulturalnego Miasta Krakowa.
Biblioteka wydawała Kwartalnik ŚBP.